# 阿克塞尔·亨利·汉森
阿克塞尔·亨利·汉森（挪威語：Axel Henry Hansen，1887年6月25日—1980年1月4日），挪威男子竞技体操运动员。他曾代表挪威获得1912年夏季奥运会体操比赛男子团体瑞典式铜牌。他于1980年在利耶爾去世。